# Slag bij Heraclea
De Slag bij Heraclea vond plaats in 280 v.Chr. tussen de Romeinse Republiek onder aanvoering van consul Publius Valerius Laevinus en Griekse troepen uit Epirus, Tarentum, Thurii, Metapontum en Heraclea onder aanvoering van koning Pyrrhus van Epirus. De Grieken, onder leiding van een van hun meest getalenteerde generaals, behaalden er de overwinning.
Deze veldslag werd uitgevochten in het kader van de strijd tussen Magna Graecia en de jonge Romeinse Republiek, die haar hegemonie trachtte uit te breiden over gans het Italische schiereiland. Het was bovendien de eerste botsing tussen de Romeinse en Griekse wereld.

## Achtergrond
Tarentum was een Griekse kolonie in Magna Graecia, het Griekse deel van Zuid-Italië. De leden van de belangrijkste groep in Tarentum, democraten onder leiding van Philocaris of Ainesias, waren tegenstanders van Rome. Zij vreesden dat de Griekse bevolking van Magna Graecia haar onafhankelijkheid zou verliezen als de Romeinen de macht zouden grijpen. Deze angst was gevoed door uitbreiding van het Romeinse rijk na de Derde Samnitische Oorlog. Na de capitulatie van de Samnieten in 290 v.Chr. hadden de Romeinen veel koloniën gesticht in Apulië en Lucanië. De belangrijkste van deze koloniën was Venusia.
Na een overwinning in 282 v.Chr. in een slag tegen de Samnieten, de Lucaniërs, de Bruttii en de Thurii trokken Romeinse troepen de Griekse kolonies Croton, Lokroi en Rhegium binnen. De democraten van Tarentum vreesden dat Tarentum het eerstvolgende doelwit van de Romeinen zou zijn.
Tegenover de democraten stonden de aristocraten onder leiding van Agis. Zij maakten geen bezwaren tegen een Romeinse machtsovername, aangezien dat de macht zou teruggeven aan de aristocraten. Directe overgave zou de populariteit van de aristocraten onder de bevolking echter schaden. In de herfst van 282 v.Chr. vierden de inwoners van Tarentum het festival van Dionysus. Tijdens de vieringen zagen zij tien Romeinse schepen op de Golf van Tarente, met aan boord soldaten en voorraden voor het Romeinse garnizoen in Thurii. De Romeinen waren juist overeengekomen met de Tarentijnen dat zij de Golf van Tarente zou mijden. De Tarentijnen vielen daarom met haar marinevloot de Romeinse schepen aan. Een aantal schepen werd tot zinken gebracht, een schip werd ingenomen.
De Tarentijnen wisten echter dat zij een kleine kans hadden in een oorlog de Romeinen te verslaan. Zij riepen daarom de hulp in van Pyrrhus, koning van Epirus. Het leger en de vloot van Tarentum trokken naar Thurii, en het Romeinse garnizoen daar trok zich terug.
Rome stuurde diplomaten naar de regio om de zaak af te handelen en gevangenen mee terug te nemen. De onderhandelingen werden echter abrupt afgebroken en Rome verklaarde Tarentum de oorlog. In 281 v. Chr. trokken Romeinse troepen onder leiding van Lucius Aemilius Barbula Tarentum binnen. Zij plunderden de stad. Tarentum verloor vervolgens een slag tegen de Romeinen, ondanks de hulp van de Samnieten en de Salentijnen. Na deze slag kozen de Grieken Agis om een wapenstilstand te tekenen en diplomatieke onderhandelingen te beginnen. Deze onderhandelingen werden echter afgebroken toen 3000 soldaten uit Epirus onder leiding van Milon de stad binnentrokken. De Romeinse consul trok zich terug en leed verliezen na aanvallen vanaf de Griekse schepen.
Pyrrhus besloot Tarentum te helpen, omdat hij bij de stad in het krijt stond. Tarentum had hem eerder geholpen het eiland Corcyra (huidig Korfoe) in te nemen. Hij wist ook dat hij kon rekenen op de hulp van de Samnieten, de Lucaniërs, de Bruttii en een aantal Illyrische stammen. Zijn uiteindelijke doel was het terugveroveren van Macedonië. Hij was dit gebied in 285 v.Chr. kwijtgeraakt, maar hij had niet voldoende geld om soldaten in dienst te nemen om het eigenhandig terug te nemen. Pyrrhus was van plan om na de hulp aan Tarentum naar Sicilië door te reizen en van daaruit Carthago aan te vallen. Na een zege op Carthago en de inname van Zuid-Italië zou hij voldoende geld voor een sterk leger moeten hebben.

## Voorbereiding

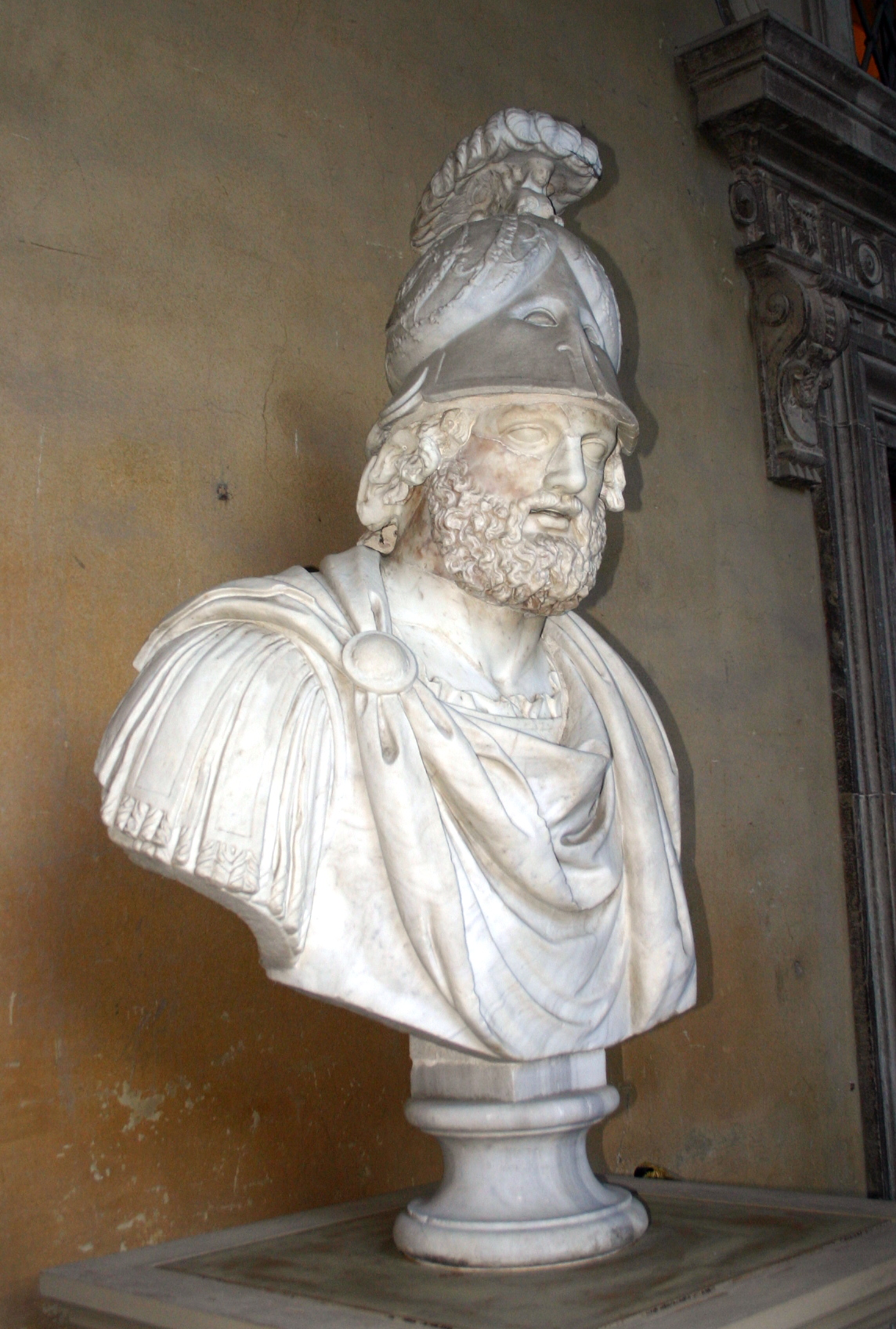
Pyrrhus

Voordat Pyrrhus uit Epirus vertrok leende hij een aantal falanxen van koning Ptolemaeus Keraunos van Macedonië. Hij eiste tevens geld en schepen van de koning van Syrië en van Antigonus II Gonatas van Antiochië. De Egyptische koning beloofde 9.000 soldaten en 50 krijgsolifanten te sturen. Deze troepen moesten Epirus beschermen terwijl Pyrrhus weg was. Hij rekruteerde ook soldaten in Griekenland - ruiters uit Thessalië en boogschutters uit Rhodos - omdat de Griekse machthebbers een oorlog met Epirus wilden vermijden. In de lente van 280 voor Christus kwam Pyrrhus aan in Italië.
Nadat men vernomen had dat Pyrrhus in Italië was geland, mobiliseerden de Romeinen acht legioenen, in totaal ongeveer 80.000 soldaten. Deze waren verdeeld over vier legers:
- Het leger onder leiding van Barbula werd in Venusia geplaatst. Dit leger moest de Samnieten en de Lucaniërs afleiden, om te voorkomen dat zij zich zouden aansluiten bij het leger van Pyrrhus.
- Het tweede leger bleef achter om Rome te beschermen.
- Het derde leger, onder leiding van consul Tiberius Coruncanius, trok ten strijde tegen de Etrusken, om te voorkomen dat zij zich zouden aansluiten bij Pyrrhus.
- Het vierde leger, onder leiding van Publius Valerius Laevinus, trok op naar Tarentum. Onderweg plunderden zij Lucanië.

Publius Laevinus trok op naar Heraclea, een stad die door de Tarentijnen gesticht was. Zo wilde hij Pyrrhus afsnijden van de Griekse kolonies in Calabrië, om te voorkomen dat die in opstand zouden komen tegen Rome.

## De slag

Verloop van de slag

Pyrrhus trok nog niet ten strijde tegen de Romeinen, omdat hij wachtte op de versterkingen van zijn bondgenoten. Toen hij vernam, dat die niet zouden komen, besloot hij de Romeinen te trekken op een vlakte bij de rivier de Siris, tussen Pandosia en Heraclea. Pyrrhus nam zijn plaats in en wachtte. Voorafgaand aan het gevecht stuurde hij diplomaten naar de Romeinse consul. Hij stelde voor, te bemiddelen in het conflict tussen Rome en de bevolking van het zuiden van Italië. Hij deelde de consul mee, dat zijn bondgenoten hem zagen als rechter en eiste van de Romeinen hetzelfde. De Romeinse consul wees het voorstel af. Het Romeinse leger betrad de vlakte ten oosten van de rivier de Siris, en zette daar het kamp op.
Het is niet bekend hoeveel troepen Pyrrhus nog in Tarentum had, maar hij had waarschijnlijk tussen 25.000 en 35.000 soldaten bij Heraclea. Hij nam zijn plaats in op de linkeroever van de Siris, in de hoop dat de Romeinen moeite zouden hebben de rivier over te steken. Dit zou hem meer tijd moeten geven om de aanval voor te bereiden. Hij plaatste een aantal eenheden van de lichte infanterie bij de rivier, om hem te laten weten wanneer de Romeinen de rivier zouden oversteken. Hij nam zich voor om de aanval te openen met de cavalerie en de krijgsolifanten. Valerius Laevinus had ongeveer 30.000 soldaten tot zijn beschikking, waaronder veel cavaleristen, peltasten en speerwerpers. Het zou de eerste keer in de geschiedenis dat twee strijdwijzen tegenover elkaar zouden komen te staan: het Romeinse legioen en de Macedonische falanx.
Bij zonsopkomst begonnen de Romeinen de Siris over te steken. De Romeinse cavalerie viel op dat moment de Griekse verkenners en de lichte infanterie in de flank aan, die op de vlucht sloegen.
Toen Pyrrhus hoorde dat de Romeinen de rivier aan het oversteken waren gaf hij zijn Macedonische en Thessalische cavalerie het bevel de Romeinse cavalerie aan te vallen. Zijn infanterie, met peltasten, boogschutters en zware infanterie, begon ook aan de aanval. De Griekse cavalerie verstoorde de Romeinse slagopstelling en trok zich snel terug. De peltasten en boogschutters van Pyrrhus begonnen de beschieting en zijn falanxen vielen aan. De Griekse infanterielinie was ongeveer even lang als die van de Romeinen. Hoewel Pyrrhus een kleine numerieke meerderheid had was zijn falanx breder dan het Romeinse legioen.
De falanxen vielen zeven keer aan, maar slaagden er niet in het legioen te doorboren. Dit was de sterkste vijand die zij ooit was tegengekomen. De Romeinen vielen ook zeven keer aan, maar konden de falanx niet breken. Een slag hing in de lucht. Op een gegeven moment wisselde Pyrrhus van tenue met een lijfwacht. Die lijfwacht kwam tijdens de slag om het leven, in het tenue van Pyrrhus. Om deze reden dachten de Grieken dan hun koning was gesneuveld. Gedemoraliseerd brak er een chaos uit aan Griekse zijde, terwijl bij de Romeinen een juichen uitbarstte. Pyrrhus reed naar voren en toonde zijn gezicht. Zijn soldaten zagen zo dat hij nog in leven was en vatten moed.
Pyrrhus bleek niet in staat om tijdens de slag vooruitgang te boeken en zette daarom zijn olifanten in. De druk van Romeinse cavalerie op zijn flank werd te groot. Veel Romeinse paarden sloegen op de vlucht voor de olifanten en de soldaten moesten zich terugtrekken. Pyrrhus liet toen zijn Thessalische cavalerie los op de gedesorganiseerde legioenen, wat hem de eindoverwinning bezorgde. De Romeinen trokken zich terug tot de andere oever van de rivier en Pyrrhus kwam als winnaar uit de slag tevoorschijn.
Volgens Dionysius waren 15.000 Romeinse soldaten gesneuveld en duizenden gevangengenomen. Hiëronymus hield het op 7.000 doden. Dionysius schatte dat 13.000 soldaten van Pyrrhus waren gedood, volgens Hieronymus waren het er 4.000.

### Cijfers
De volgende cijfers geven een schatting van het aantal troepen van Pyrrhus en Rome.

#### Epirus en Tarentum
Aanvoerder: Pyrrhus

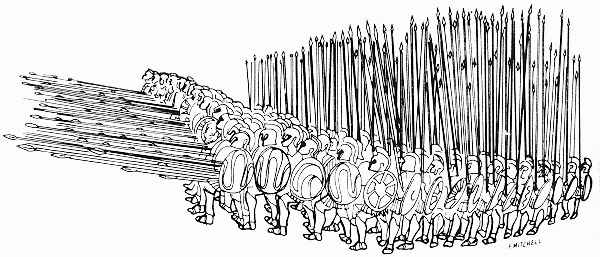
Een Macedonische falanx

- 20.000 falangisten, waaronder 5.000 Macedonische soldaten van Ptolemaeus II Philadelphus
- 6.000 Tarentijnse hoplieten
- 4.000 ruiters, waaronder het Thessalische contingent en 1.000 Tarentijnen
- 3.000 Hypaspisten onder leiding van Milon
- 2.000 boogschutters
- 500 slingeraars van Rhodos
- 20 krijgsolifanten

#### Romeinse Republiek
Aanvoerder: Publius Valerius Laevinus
- 20.000 Romeinse legionairs, in vier legioenen
- 16.800 legionairs van de bondgenoten, in vier legioenen
- 2.400 lichte infanterie uit Bruttii and Campanië
- 1.200 Romeinse ruiters
- 3.600 ruiters van de bondgenoten
- 1.200 lichte ruiters van de Zuid-Italiaanse bondgenoten

## Nasleep
Na de slag sloten versterkingen uit het zuiden van Italië zich bij Pyrrhus aan. De Grieken uit Rhegium die zich wilden aansluiten werden door Romeinse soldaten onder leiding van Decius Vibelius afgeslacht. Vibelius werd vervolgens uitgeroepen tot heerser van de stad.
Pyrrhus trok na de slag naar Etrurië. Hij nam veel dorpen en plaatsen in Campanië in, en zijn troepen plunderden Latium. Zijn mars werd gestopt bij Anagni, op twee dagen van Rome, door een leger onder leiding van Corunciatus. Pyrrhus vreesde dat hij niet genoeg troepen zou hebben voor een gevecht, en vermoedde dat Laevinus en Barbula hem volgden. Hij trok zich terug, en de Romeinen volgden hem niet.
Oorlogen van de Romeinse Republiek
· Romeins-Etruskische Oorlogen
· Romeins-Aequische Oorlogen
· Latijnse Oorlog
· Romeins-Hernicische Oorlogen
· Romeins-Volscische Oorlogen
· Samnitische oorlogen (Eerste, Tweede, Derde)
· Pyrrhische Oorlog
· Punische oorlogen (Eerste, Tweede, Derde)
· Illyrische Oorlogen (Eerste, Tweede, Derde)
· Macedonische Oorlogen (Eerste, Tweede, Derde, Vierde)
· Romeins-Seleucidische Oorlog
· Aetolische Oorlog
· Galatische Oorlog
· Romeinse Verovering van Hispania (Eerste Celtiberische Oorlog, Lusitanische Oorlog, Numantische Oorlog, Sertorische Oorlog, Cantabrische Oorlogen)
· Achaeïsche Oorlog
· Oorlog tegen Jugurtha
· Cimbrische Oorlog
· Servilische Oorlogen (Eerste, Tweede, Derde)
· Bondgenotenoorlog
· Sulla's Burgeroorlogen (Eerste, Tweede)
· Mithridatische oorlogen (Eerste, Tweede, Derde)
· Gallische Oorlog
· Romeinse expedities naar Britannia
· Burgeroorlog tussen Pompeius en Caesar
· Einde van de Republiek (Slag bij Mutina, Burgeroorlog tegen Brutus en Cassius, Siciliaanse Opstand, Perusiaanse Oorlog, Burgeroorlog tussen Antonius en Octavianus)
Oorlogen van het Romeinse Keizerrijk
· Germaanse Oorlogen (Teutoburgerwoud, Marcomannenoorlog, Alemannische Oorlogen, Gotische Oorlog, Visigotische Oorlogen)
· Romeinse verovering van Britannia
· Boudicca
· Armenische Oorlog
· Vierkeizerjaar
· Joodse Oorlog
· Romeins-Parthische Oorlog
· Romeins-Perzische oorlogen
· Burgeroorlogen van de derde eeuw
. Gotische oorlog (376-382)
. Gotische opstand van Alarik I
. Gildonische opstand
. Gotische oorlog (402-403)
. Pictische oorlog van Stilicho
. Oorlog van Heraclianus
. Oorlog van Radegaisus
. Rijnoversteek
. Romeinse Burgeroorlog 427-429
· Val van het West-Romeinse Rijk